# Supergirl

Emblema familiar de la Casa de El

Supergirl (en español: Superchica en las historietas publicadas por la Editorial Novaro, se llamaba Superchica) es el nombre de varias superheroínas ficticias que aparecen en los cómics estadounidenses publicados por DC Comics. La Supergirl original y más conocida es Kara Zor-El, también conocida como la prima del superhéroe Superman. El personaje hizo su primera aparición en Action Comics # 252 (mayo de 1959) y fue creado por Otto Binder y Al Plastino. Creada como una contraparte femenina de Superman, Kara Zor-El comparte sus superpoderes y su vulnerabilidad a la Kryptonita. Supergirl desempeña un papel de apoyo en varias publicaciones de DC Comics, como Action Comics, Superman y varias series de cómics no relacionados con Superman. En 1969, las aventuras de Supergirl se convirtieron en la característica principal de Adventure Comics, y más tarde protagonizó una serie de cómics homónima que debutó en 1972 y se prolongó hasta 1974, seguida de una segunda serie mensual de cómics titulada The Daring New Adventures of Supergirl, que apareció De 1982 a 1984.
Debido a la cambiante política editorial en DC, Supergirl fue asesinada inicialmente en la serie limitada Crisis en Tierras Infinitas de 1985. Posteriormente, DC Comics reinició la continuidad de DC Comics Universe, restableciendo el carácter de Superman como el único sobreviviente de la destrucción de Krypton. Tras la conclusión de Crisis en las Tierras Infinitas, varios personajes diferentes escritos sin relación familiar con Superman han asumido el papel de Supergirl, incluidas Matrix, Linda Danvers y Cir-El. Tras la cancelación del tercero, 1996–2003 Supergirl, la serie de cómics que protagonizó la versión Matrix / Linda Danvers del personaje, una versión moderna de Kara Zor-El fue reintroducida en la continuidad de DC Comics en el número 8 de la serie de cómics de Superman/Batman titulada "La Supergirl que viene de Krypton" (febrero de 2004). Esta moderna Kara Zor-El interpreta a Supergirl en una serie de cómics del mismo nombre y, además, en un papel secundario en varias otras publicaciones de DC Comics.
Desde sus apariciones iniciales en el cómic, el personaje más tarde se ramificó en animación, cine, televisión y merchandising. En mayo de 2011, Supergirl colocó el 94 en la lista de IGN de los 100 mejores héroes de cómics de todos los tiempos. En noviembre de 2013, el personaje se ubicó en el lugar 17 en la lista de los 25 mejores héroes de DC Comics de IGN.

## Personaje original: Kara

### Debut
Después de una reacción positiva de los fanáticos de Super-Girl, la primera versión recurrente y más familiar de Supergirl debutó en 1959. Kara Zor-El apareció por primera vez en Action Comics # 252 (mayo de 1959). La historia que introdujo al personaje fue dibujada por Al Plastino y escrita por Otto Binder, quien también creó a Mary Marvel, la hermana del Capitán Marvel y escisión femenina. Al igual que Supergirl, Mary Marvel era una versión femenina adolescente de un superhéroe masculino adulto, con un traje que era idéntico al de un personaje mayor, además de sustituir una falda corta por unos pantalones ajustados. Binder también creó a Miss América, una superheroína que compartió poco más que el nombre con su compañero de reparto Capitán América.
La reacción en las oficinas de DC Comics a la primera aparición de Supergirl fue tremenda, con miles de cartas positivas llegando.
El número 8 de la serie Superman/Batman originalmente publicado en 2004 re-introdujo a Kara Zor-El en la continuidad de DC. Al igual que la versión anterior a la crisis, esta Kara afirma ser la hija del tío de Superman, Zor-El y la tía Alura In-Ze. A diferencia de la Supergirl tradicional, Kara nace antes de Superman; Ella es una adolescente cuando él es un bebé. La envían en un cohete en animación suspendida para cuidar del bebé Kal-El; Sin embargo, su cohete queda atrapado en la explosión de Krypton y queda encerrada en un asteroide Kryptonita. Ella llega a la Tierra años después de que Kal-El haya crecido y se le conozca como Superman. Debido a este período prolongado de animación suspendida, ella es "más joven" que su primo. Al final del arco de "La Supergirl de Krypton", su primo Superman le presenta oficialmente a todos los héroes del Universo DC Comics. Luego adopta el disfraz de Supergirl y acepta el nombre.
Una nueva serie de Supergirl, escrita por Jeph Loeb, comenzó a publicarse en agosto de 2005. La historia del primer arco de Supergirl muestra una versión más oscura y maligna de Kara que surge cuando Lex Luthor la expone a la Kryptonita Negra. La malvada Supergirl implica que la familia de Kara la envió a la Tierra para matar a Kal-El como venganza por un rencor familiar; en ese momento, Kara se niega a creer esto, pero los flashbacks posteriores indican que no solo esto es en parte cierto, sino que Kara había sido físicamente alterada por su padre cuando era niña antes de involucrarse en varios asesinatos en Krypton. Esto se reveló más tarde como delirios como resultado de la intoxicación por kryptonita. Una vez curada, adoptó una personalidad más parecida a la de su personaje de la Edad de Plata.

### Biografía
.

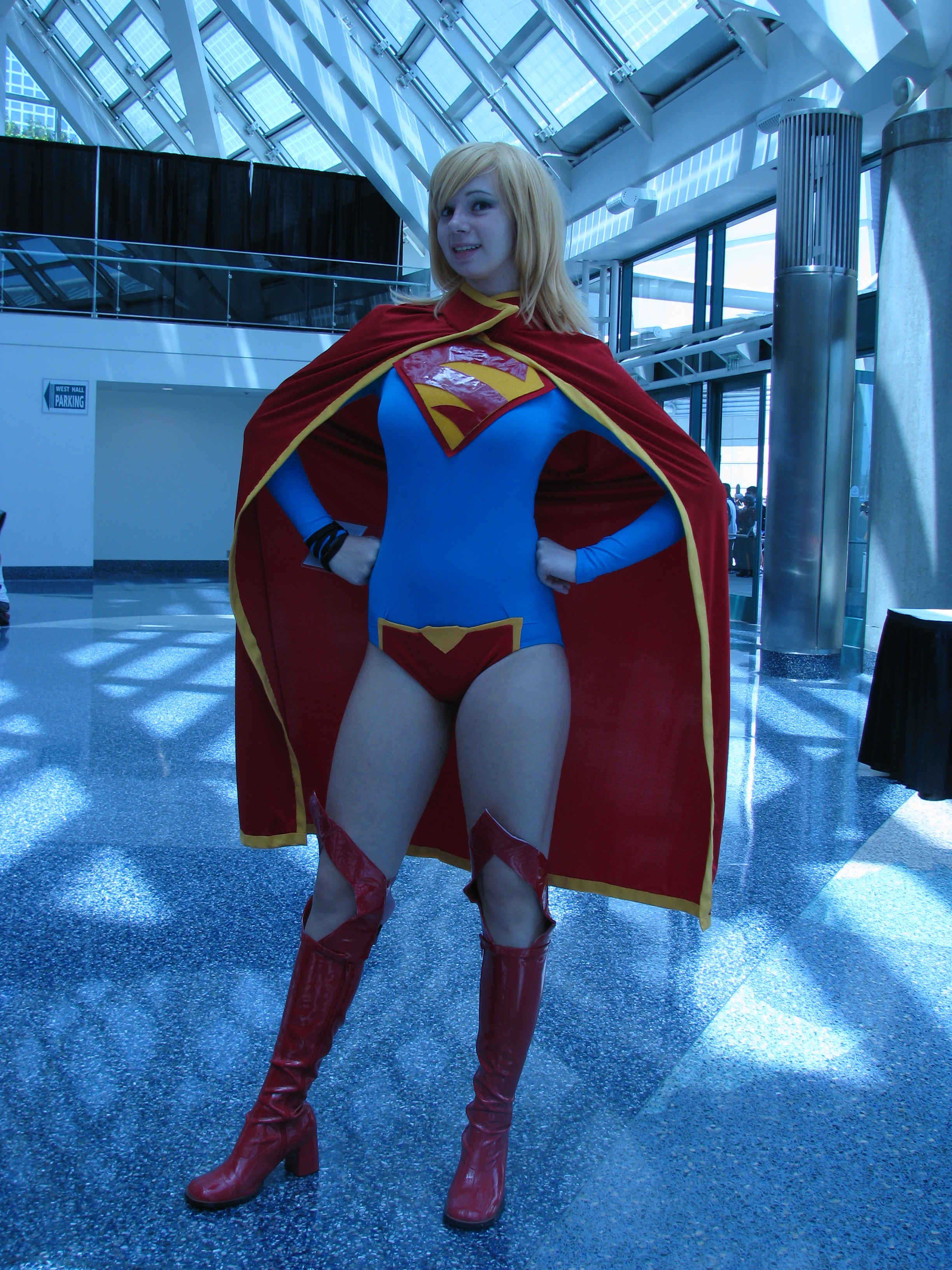
Cosplay de Supergirl de The New 52

Kara Zor-El (originalmente, solo Kara; los kryptonianos durante la Era Dorada utilizaron un solo nombre para la mayoría de las mujeres, y un nombre de dos sílabas para los hombres; por lo tanto, la adición del patronímico al nombre femenino es una convención contemporánea) es la última sobreviviente de Argo City, que sobrevivió a la explosión del planeta Krypton y se desplazó por el espacio. La ciudad había sido cubierta por una cúpula de plástico para la moderación del clima, ideada por Zor-El, el hermano menor del padre de Superman, Jor-El, un climatólogo e ingeniero. La cúpula mantuvo un gran trozo de masa de tierra debajo de la ciudad mientras se desplazaba a través del espacio en la dirección general de nuestro sistema solar. Sin embargo, las capas más bajas del lecho de roca se vieron afectadas por la explosión del núcleo fisionable del gran planeta y sufrieron una reacción en cadena lenta pero constante, convirtiéndose en Kryptonita verde. Usando depósitos crudos y materiales refinados a mano, los residentes de la ciudad de Argo colocaron un escudo de tierra de papel de aluminio para protegerlos de la Kryptonita en desarrollo. Zor-El también pudo diseñar un improvisado sistema de propulsión para intentar acelerar el enfoque de la ciudad hacia el Sistema Solar. Durante los aproximadamente treinta años que Argo City viajó a través del espacio, Zor-El conoció y se casó con Alura, hija de In-Ze, quien a su vez dio a luz a su hija, Kara, rubia como sus padres. Pero antes de que el sistema de propulsión pudiera dirigir la ciudad hacia la Tierra, un ciudadano desquiciado llamado Jer-Em, que sufría culpa de supervivencia, dañó el escape, dirigiendo a Argo hacia un enjambre de meteoritos que se estrellaron contra la parte inferior de la masa de tierra en que descansaba. Mientras los habitantes de la colonia estaban siendo asesinados por la radiación de kryptonita verde liberada por los meteoritos que destrozaban la barrera del plomo, la adolescente Kara fue enviada a la Tierra por su padre Zor-El en un cohete, para ser criado por su primo Kal-El (Superman). Para asegurarse de que sería reconocida por Superman, los padres de Kara le proporcionaron un uniforme que se basó en el que Kal-El usa como el Hombre de Acero.
Más tarde, Zor-El y Alura sobrevivieron al envenenamiento por radiación que mató a todos los demás en Argo City al ingresar a la Zona de supervivencia, un continuo paralelo similar a la Zona Fantasma. Finalmente fueron rescatados por Supergirl y decidieron vivir en la ciudad botella de Kandor. Más tarde, Kara se reúne con sus padres. Sin embargo, esa reunión se vuelve agridulce, ya que Reactron mata a su padre, y su madre muere cuando New Krypton es destruida por una trampa en Reactron dejada por Lex Luthor, el enemigo de su primo Superman en la Tierra, y ahora su mayor enemigo en la Tierra también.
En la Tierra, Kara adquiere poderes idénticos a los de Superman y adopta la identidad secreta de Linda Lee, residente del orfanato Midvale. Ella oculta su cabello rubio debajo de una peluca morena y funciona como Supergirl solo en secreto, a pedido de Superman, hasta que pueda obtener, en su opinión, el control suficiente de sus poderes, y la sabiduría para usarlos adecuadamente. Después de ser adoptada por Fred y Edna Danvers, Superman decide que su prima está lista para comenzar a operar abiertamente como Supergirl. Su debut se retrasó porque sus poderes fueron robados por una villana kandoriana; Durante este período, la familia Danvers la adoptó.
Ella asiste a Midvale High School como Linda Lee Danvers. En años posteriores, después de graduarse en el Stanhope College, cambia de carrera varias veces, ocupando puestos en asesoramiento estudiantil, reportajes de noticias y actuando en una telenovela titulada Secret Hearts. Ella también asiste a la universidad en Chicago. Kara tiene muchos novios, entre ellos Richard (Dick) Malverne, Jerro the Merboy de Atlantis y Brainiac 5, miembro de la Legión de Super-Héroes. Sin embargo, ella evita compromisos serios, lo que le da prioridad a su súper carrera.
La identidad secreta de Supergirl es un secreto muy bien conocido que solo conocen Superman, sus padres adoptivos y la Legión de Super-Héroes, de la que es miembro durante un tiempo. Como todos los kryptonianos, Supergirl es vulnerable a la kryptonita. Streaky, su gato naranja, adquiere superpoderes temporales como resultado de su exposición a "X-Kryptonite", una forma de Kryptonita de Supergirl creada accidentalmente en un intento fallido de neutralizar los efectos de Green Kryptonite. Cometa el Supercaballo, un antiguo centauro, es el compañero equino de Supergirl.
Una forma en que DC demostró la naturaleza épica de su serie limitada de 12 temas Crisis en las Tierras Infinitas (abril de 1985 - marzo de 1986) fue a través de la muerte de personajes importantes. En el número 7 (octubre de 1985), Supergirl sacrifica su vida para salvar a su primo y al multiverso de la destrucción. Cuando la continuidad de Superman se reinició después de la Crisis en las Tierras Infinitas, los editores de DC sintieron que Superman debería ser el único sobreviviente de Krypton, lo que provocaría la eliminación de Kara. A diferencia de una serie de otros personajes que se muestran muriendo en la Crisis, nadie recuerda a Kara morir o incluso haber existido.
Después de los eventos de Crisis infinita, la secuela de Crisis on Infinite Earths, muchos eventos históricos del multiverso ahora están siendo recordados. Donna Troy, después de su renacimiento y herencia del Orbe de Harbinger, recuerda a la original Kara Zor-El y su sacrificio.
Una Supergirl después de la crisis aparece en Supergirl y la Legión de los Superhéroes, en la que es transportada al siglo 31, y, como resultado de su desorientación, cree que está soñando con su entorno hasta que finalmente se convenza de lo contrario. Aunque sus recuerdos de su tiempo con la Legión se borran antes de regresar al presente, los bloqueos mentales se rompen al encontrar las versiones anteriores a la Crisis de los Legionarios Karate Kid y Triplicate Girl (Una).
Supergirl exhibe nuevos poderes, manifestando cristales de piedra solar de su cuerpo; Hasta ahora solo lo hace cuando está bajo mucho estrés (por ejemplo, cuando Cassandra Cain intenta matarla). El padre de Supergirl implanta los cristales dentro del cuerpo de su hija para protegerla de los seres malévolos de la Zona Fantasma. Los habitantes de la Zona se liberan cuando Jor-El crea el Proyector de la Zona Fantasma y explota la Zona como una prisión. El padre de Kara, creyendo que Kal-El es un atractivo para los habitantes de la Zona, instruye a Kara para que lo destruya. Los cómics más recientes han lanzado esta trama como resultado del envenenamiento por Kryptonite del asteroide Kryptonite en el que fue atrapada.
Una historia completada recientemente se centró en su promesa a un niño pequeño de que ella lo salvaría. Ella trata de cumplir su promesa, siguiendo diferentes vías en busca de una cura para su cáncer. Después de que él murió, ella rastrea a un villano con la habilidad de saltar a través del tiempo, pero decide no usar esa solución, ya que solo estaría haciendo lo mismo que el villano. Ella acepta que a veces no puede salvar a todos.
Como parte de The New 52, el origen de Kara se reinició una vez más. Una amnésica Kara se despierta después de que su salvavidas se estrella contra la Tierra en medio de una lluvia de meteoritos. Al emerger, se encuentra con los humanos y el alcance de sus poderes por primera vez. Cuando se encuentra con Superman, ella lo ataca, creyendo que él es un impostor, ya que su prima solo era un bebé la última vez que lo vio, y ella creía que solo habían sido unos pocos días desde entonces. Después de varias batallas con supervillanos, incluidos los Worldkillers, superarmas de diseño kryptoniano, acepta la destrucción de Krypton, pero continúa lidiando con su dolor. Su deseo de restaurar a Krypton hace que sea manipulada para que casi destruya la Tierra por otro kryptoniano de quien se enamora. Al darse cuenta de su manipulación, ella lo mata conduciendo a Kryptonita a través de su corazón, y sucumbe al envenenamiento de Kryptonita.
Tras su envenenamiento, Supergirl abandona la Tierra para morir sola. Mientras se encuentra a la deriva en el espacio interestelar, se encuentra con un planeta atacado por monstruos, e interviene rápidamente para salvarlos, sin darse cuenta de que el planeta entero es una trampa para Brainiac. Ella es capturada y restringida por Cyborg Superman, pero después de una lucha, logra escapar de Brainiac y Cyborg Superman. Regresando a la Tierra, el Oráculo la envía al pasado junto a Superman y Superboy, donde se asegura de que un H'El resucitado no pueda salvar a Krypton, y sacrifique el planeta y su familia para salvar el universo.
De vuelta en la Tierra, es atacada por el asesino Lobo, y en la batalla que sigue, lo mata, mientras desata su furia. Un anillo de poder de Linterna Roja la encuentra y se une a ella, transformándola en una Linterna Roja. Enloquecida por la rabia, Kara recorre el espacio, atacando a todos en su camino, hasta que es capturada por varios Green Lanterns y llevada a Hal Jordan. Inmediatamente reconociendo a un kryptoniano e incapaz de quitar el anillo de poder sin matarla, la lleva a Guy Gardner, el líder de una de las dos facciones de Linterna Roja, que logra restaurar su cordura. Después de algún tiempo bajo la tutela de Guy y protegiendo a la galaxia como una Linterna Roja, es liberada de la Red Lantern Corps, ya que Guy no quería que muriera innecesariamente contra el Grupo astillado de Atrocitus. En su camino de regreso a la Tierra, Kara se encuentra con el líder de los Worldkillers, que se revelan como armaduras parásitas. Intenta asimilar a Kara como su anfitrión, pero ella voluntariamente se somete al envenenamiento por kryptonita para detenerlo, y eventualmente vuela hacia el Sol y le quita el anillo de poder, la mata y lo saca de su cuerpo. Sin embargo, se revela que Kara es inmortal mientras se encuentra en el núcleo del Sol, y se restaura a la vida sin el anillo de poder o cualquier envenenamiento por Kryptonita, destruyendo inmediatamente al Worldkiller. Más tarde, ella ayuda a Guy contra Atrocitus y su grupo de astillas de Red Lantern

## Supergirl en los cómics (etapa post-Crisis)
En el mundo de los cómics, y teniendo siempre en cuenta la época posterior a los hechos sucedidos en Crisis en Tierras Infinitas, nos encontramos con las siguientes Supergirls:

### Matrix (post-Crisis)
En un universo paralelo, tras la desaparición de Superboy, tres Kriptonianos estaban destruyendo la Tierra, en un intento por detenerlos Lex Luthor creó un ser de protomateria al que llamó Supergirl. Superman fue a ese universo y allí fue donde perpetró el único asesinato de su vida contra los 3 kryptonianos, de vuelta a nuestro universo Superman se trajo a Matrix-Supergirl, pues en el universo de bolsillo todo había quedado destruido. Después de varios años llegó fusionarse con el cuerpo moribundo de Linda Danvers, una terrícola (alter ego pre-crisis), para salvarla, por lo que sus pensamientos y su alma también entraron en Matrix. Después de esta fusión ella se volvió un ser angelical con poderes divinos. Esta sería, por así llamarla, la segunda Supergirl post-Crisis.

### Linda Danvers
En una batalla, Matrix abandonó el cuerpo de Linda y se fusionó con un ser llamado Twilight. Después de esto Linda cambió su traje por una camisa playera blanca con la S y minifalda azul celeste (similar a la serie animada de Superman), pero no tenía los mismos poderes que antes. Es más, estaban muy reducidos. Después de un reencuentro entre Linda y Matrix, volvió a tener sus poderes telequinéticos y la habilidad de la mutación, pero se retiró de la carrera de heroína después de conocer a la tercera Supergirl (Kara).

### Cir-El
Cuando todo parecía indicar que Supergirl había desaparecido del Universo DC, apareció una cuarta Supergirl. Con un traje y apariencia totalmente distintos a las anteriores, (cabello y traje negros, S en forma de serpiente), Cir-El, a hija del futuro de Clark y Lois. Aunque poseía superfuerza, velocidad y un oído como el de Superman, no podía volar y sólo le era posible dar saltos de enormes distancias. También poseía la habilidad de lanzar rayos de energía solar. Aunque ella no lo sabía, era parte de un complot de Brainiac para matar a Superman y era una chica humana alterada por Brainiac a nivel genético para parecer kryptoniana. Se sacrificó en la serie titulada: La Última Historia de Superman. Donde alteró las líneas temporales y modificó el inicio que Byrne le había hecho a Superman, lo cual sucedió en Superman: Birthright (legado). Los acontecimienteos de Superman Vol. 2 #200 implican que, cuando la línea temporal se restableció, Cir-El ya no permanecía en la continuidad.

### Crisis Infinita
Supergirl se unió a los héroes que Donna Troy reclutó para operar en el espacio profundo durante la Crisis Infinita. Sin embargo, el retorno de Kara del espacio profundo se rompió por el mal funcionamiento del rayo zeta que ocurrió al equipo del espacio de Donna. Mientras algunos tuvieron graves lesiones físicas y deformidades (Adam Strange pierde la vista,; Chica Halcón creció hasta ser de un tamaño enorme, Bumblebee se redujo, Cyborg y Firestorm se fusionaron), Supergirl simplemente desapareció. Fue revelado que antes de la crisis, Superboy Prime alteró la realidad por efectos de las ondas al tratar de escapar del "Paraíso" devolviendo a la existencia a Kara Zor-El.

### Un Año Después
Después de la serie 52, vemos a Kara y a Power Girl en Kandor como Nightwing y Flamebird.

## Apariciones en otros medios

### Películas

#### Acción en vivo
El productor Ilya Salkind escribió originalmente un guion para la tercera entrega de la serie de películas de Superman protagonizada por Christopher Reeve que expandió el alcance de la película a una escala cósmica, presentando a los villanos Brainiac y Mister Mxyzptlk, así como a Supergirl. El esquema original presentaba una relación padre-hija entre Brainiac y Supergirl, y un romance entre Superman y Supergirl, a pesar de que los dos son primos en los cómics. Warner Bros. rechazó el esquema.
- La primera representación en vivo de Supergirl fue en la película homónima de 1984, protagonizada por Helen Slater como Kara Zor-El / Linda Lee / Supergirl. La película es un derivado de la serie de películas de Superman, a la que está conectada por el personaje de Marc McClure, Jimmy Olsen.[8] Su trama concierne a Supergirl, la prima de Superman, que abandona su aislada comunidad kryptoniana de Argo City por la Tierra en un esfuerzo por recuperar el único "Omegahedron", que ha caído en manos de la malvada bruja Selena, interpretada por Faye Dunaway. La película fue mal recibida y tuvo un pobre desempeño en taquilla.

- Si bien ella no aparece en la película de 2013 El hombre de acero, cuando Kal-El encuentra la nave Kryptoniana en el Ártico se ven dos cápsulas, una donde esta un cadáver y otra que está abierta o sea alguien logró escapar de ahí, según el cómic preámbulo de la película, Kara Zor-El llegó a la Tierra mucho antes de la explosión de Kryptón y se la ve claramente escapando, siendo su destino posterior incierto.

- En agosto de 2018, se anunció que se estaba desarrollando una película centrada en Kara Zor-El / Supergirl con Oren Uziel escribiendo el guion.[9][10] El estudio tiene la intención de contratar a una directora, siendo Reed Morano, quien ha expresado interés en el proyecto, su mejor opción. Se esperaba que el rodaje comenzara la producción a principios de 2020.[11][12] Filming was expected to start production in early 2020.[13]

- En febrero de 2021 se anunció el casting de Sasha Calle como Supergirl, aparecerá en The Flash (2023) dirigida por Andy Muschietti.Esta Supergirl está inspirada en Superman de Flashpoint[14]

- El 29 de enero de 2024, se anunció que Milly Alcock había sido seleccionada para interpretar el personaje de Supergirl en el nuevo universo de DC de James Gunn,  empezando con la película Superman (2025).[15]

#### Animación
- Liga de la Justicia: La nueva Frontera

En esta película, al final se habla de una nueva generación de Superhéroes y en sólo un panel vemos a Supergirl con el traje de Matrix.
- Superman/Batman: Apocalypse

Película animada del universo DC, estrenada el 28 de septiembre de 2010 y dirigida por Lauren Montgomery. Batman descubre una chica adolescente con poderes sobrehumanos, la cual tiene una conexión con Superman. Sin embargo, esta joven llama la atención de Darkseid, el señor del mal de Apokolips, y los acontecimientos toman un giro inesperado.
- Superman: Unbound

Superman: Unbound (conocida en Latinoamérica como Superman: Sin Límites), es una película animada de DC Comics publicada en el año 2013, y basada en los hechos que transcurren en el cómic story arc por Geoff Johns "Superman: Brainiac". Esta película fue dirigida y producida por James Tucker, contando con la ayuda de Alan Burnett en el área de producción.

### Televisión

#### Animación
- En la cuarta temporada de Batman la serie animada, aparece en el episodio "Noche de chicas" dedicado a Batgirl y Supergirl, quienes combaten a Live Wire, Harley Quinn y Poison Ivy.
- Durante la segunda temporada de Superman: la serie animada en el capítulo "Niña perdida", vemos cómo Superman al buscar sus raíces en los restos del devastado planeta Krypton, recibe una señal de emergencia y rescata a Kara, la única sobreviviente del planeta Argo, que se había salido de su órbita por la explosión de Kryptón. En la tierra la deja al cuidado de sus padres para que la cuiden, pero ella, al ser una adolescente busca aventuras y pronto le ayuda a su "primo" a derrotar a las Furias de Apokolips (grupo elite de Darkseid). En esta serie su nombre es Kara In-Ze y no es prima biológica de Superman. Kara aparece en varios capítulos, destacando el final de la serie "legado" donde vemos un Superman dominado por Darkseid y que Superchica debe enfrentarlo.
- Kara aparece en varios episodios de la serie de animación Liga de la justicia ilimitada. Notablemente destaca su participación en "Iniciación" donde hace equipo con Flecha Verde y el Capitán Átomo para derrotar a un robot radiactivo. En el episodio "Simetría Aterradora" se revela que el Profesor Emil Hamilton tomó una muestra de su ADN para clonarla, creando a Galatea, quien tiene un diseño muy similar al de Power Girl (Supergirl de Tierra-2). En el episodio "Lejos del Hogar", viaja al futuro con Flecha Verde y John Stewart, traídos por Bouncing Boy y Brainiac 5 para que les ayuden a rescatar al resto de la Legión de Superhéroes. Al final del episodio Kara decide quedarse en el futuro, pues le recuerda mucho a su planeta natal Argo, y además se siente atraída por Brainiac 5, y le envía un mensaje a Superman para hacerle saber su decisión.
- Supergirl aparece en Justice League Action con la voz de Joanne Spracklen.
- En esta serie web, DC Super Hero Girls ella se ve como una estudiante de Super Hero High, dedicando a combatir junto a sus amigas, Batgirl, Harley Quinn, Wonder Woman, Poison Ivy, Katana y Bumblebee.[16] También aparecen otros personajes como Hal Jordan, Barry Allen, Star Sapphire, Beast Boy, Cheetah, Hawkgirl y Catwoman.[17] Amanda Waller aparece como la directora de la configuración de la serie Super Hero High. Muchos otros héroes y villanos de DC Comics aparecen en el fondo como cameos. La historia trata sobre la Super Hero High School, los conocidos héroes de DC asisten a clases y se enfrentan a toda la incomodidad de crecer (con el estrés adicional de tener superpoderes).[18] Supergirl fue expresada por Anais Fairweather. La película de DC Super Hero Girls: Héroe del Año basada en la serie, se estrenó en 2016.[19] También apareció en la serie de televisión de 2019 del mismo nombre, con la voz de Nicole Sullivan.
- Melissa Benoist retoma su papel de Overgirl en la serie web animada Freedom Fighters: The Ray, ambientada en la misma continuidad que Supergirl de The CW.[20]

- Al final de la 4 temporada de  Young Justice se revela a Kara como parte de las Furias de Darkseid

- Aparece en la segunda temporada en el capítulo 5 de Mis aventuras con Superman, con la voz de Kiana Madeira. Esta versión es una guerrera del Imperio Kryptoniano y sirviente de Brainiac al que considera su "padre". Kara esta buscando a su primo y se encuentra con Jimmy Olsen y le enseña los detalles de la ciudad. Más tarde se revela que trabaja para el Imperio Kryptoniano y derrota a Superman para después llevárselo. Mientras más avanza los capítulos, se revela que destruyó varios planetas controlada por  Brainiac,  horrorizada ayuda a  Jimmy Olsen y Lois Lane que ella estaba molesta por su secuestro, después se horroriza que Brainiac  la usó, después de varias peleas , Kara destruye a Braniac arrancando su núcleo y acepta vivir en La Tierra siendo una superheroína

#### En vivo
- Smallville

En Smallville, el personaje es interpretado por Laura Vandervoort. Kara es enviada a la Tierra para proteger a su primo Kal-El, pues ella ya es adulta. Pero al llegar a la Tierra, su nave se estrella en una represa, por lo que queda en animación suspendida por varios años y vuelve en sí cuando la represa estalla durante una lucha entre Clark y Bizarro. Fue encontrada después por Lionel Luthor, padre de Lex Luthor.
Después de escapar de Lionel va en busca de su primo, creyendo que el aún es un niño, pero Clark la encuentra y le hace ver la realidad y que ahora tienen, aparentemente, la misma edad. Clark le cuenta a los demás que ella es una prima que vino de otra ciudad.
Kara posee los mismos poderes que Superman, pero en ese momento él no sabe volar y al preguntarle este el porqué, sólo se limita a decir que las chicas aprenden más rápido. En un episodio Kara pierde la memoria y se encuentra en otra ciudad, donde es encontrada por Lex Luthor quien se aprovecha de la amnesia de la heroína y lo usa a su favor intentando descubrir qué hay realmente en la familia Kent. Después vuelve a recuperar la memoria y vuelve al lado de Clark. En la misma temporada, Kara se ve forzada a seguir a Brainiac para salvarle la vida a Lana Lang, quien está en estado de coma por culpa de Brainiac, y ambos se pierden en la infinidad del espacio. Aunque al final de la temporada aparece inexpicablemente, en realidad es el mismo Brainiac quien usa su forma para engañar a Superman, mientras que la verdadera Kara está atrapada en la zona fantasma.
En la octava temporada, Clark logra rescatar a Kara de la zona fantasma pero después lo abandona alegando que va en busca de Kandor, que no había sido destruida tras la destrucción de Kripton. Regresa en la 10° temporada durante dos episodios en los que ayuda a Clark a enfrentarse a la invasión a la Tierra de Darkseid....y al final se va al futuro con la Legión de Superhéroes ya que Jor-El le dice que Clark debe enfrentarse a su destino, salvar el mundo y derrotar a Darkseid por sí mismo.
- Supergirl

La cadena CBS compró derechos para hacer una adaptación protagonizada por Melissa Benoist, donde se transmitió una temporada. El 12 de mayo de 2016, se dio a conocer que la serie fue renovada para una segunda temporada, que sería transmitida por la cadena The CW. 
En esta historia, Kara Zor-El fue enviada a la tierra junto a su primo para protegerlo, pero su nave se desvió, y para cuando ella llegó a la tierra su primo, Kal-El, ya tenía 24 años y no tuvo razón para cuidarlo. Por esto la familia Danvers la adoptó.
Ella creció como una humana normal, incluso de grande trabajaba en una empresa llamada “Catco Worldwide Media” donde conoció a Winn Schott y a Jimmy Olsen, que fueron los primeros en enterarse de que la mujer misteriosa que había salvado un avión era ella, y que en este se encontraba su hermana Alex, que trabajaba en La DEO, (Departamento de Operaciones Extra-normales) lugar donde protegían a la ciudad de ataques alienígenas. En este lugar trabajaba capitán marciano, haciéndose pasar por un humano corriente.
Más tarde llegó otra nave, pero esta vez de Daxam, y su tripulante era ni más ni menos que Mon-el príncipe de Daxam, con el que mantuvo una relación amorosa, hasta que este se tuvo que ir de la tierra debido a un dispositivo que llenaba la atmósfera de plomo inventado por Lena Luthor y Winn Schott para que la invasión creada por la madre de Mon-el no se lleve a cabo. Allí después a causa de la partida de Mon-El.
Kara se vuelve distante pero más tarde se recupera. Lena compra CatCo y conoce a Morgan Edge, quien rápidamente se revela como una persona cruel y malvada. Alex y Maggie tienen problemas en su relación, lo que causa su separación. J'onn J'onzz recibe mensajes de ayuda de parte de M'gann M'orzz provenientes de Marte, más tarde se reencuentra con su padre, M'yrnn J'onzz. Alex conoce a Samantha Arias, quien resulta ser Reign sin saberlo. Kara se encuentra con una nave en la que descubre a Mon-El, más tarde se entera de que él ha viajado al futuro a través de un agujero de gusano, creó un grupo llamado «Legión de Superhéroes» en honor a Supergirl y que ahora está casado con Imra Ardeen quien también forma parte de la Legión, ya que para el habían pasado 7 años, los cuales vivió en el futuro. Supergirl se enfrenta a Reign, la villana más poderosa que ha combatido hasta ahora.
Aparece en la serie de The CW, The Flash que forma parte del universo ficticio de Arrowverso, para un episodio que estableció que Supergirl tiene lugar en un universo paralelo al de The Flash. Después de su cancelación por parte de CBS, The CW recogió el programa para la segunda temporada, lo que llevó a Berlanti a prometer un crossover de cuatro vías con Supergirl, The Flash, Arrow y Legends of Tomorrow. El programa ha continuado esta tendencia en episodios posteriores, con Supergirl recibiendo un transportador dimensional que le permite visitar el entorno principal de Arrowverso cuando lo desee, ya sea para buscar ayuda o simplemente para ser un amigo. En el segundo crossover multi-show,Los personajes de Crisis on Earth-X, Supergirl y el Arrowverso luchan contra un ejército nazi liderado por su homólogo Tierra-X de Supergirl, Overgirl, quien es la principal general del Führer en una historia alternativa controlada por los nazis. En la temporada 4, Supergirl tiene una gemela llamada Linda Lee que se presenta en el país ficticio de Kaznia y no recuerda quién es ella, pero está dirigida por Lex Luthor.

### Videojuegos
- Supergirl aparece como un personaje jugable en Justice League Heroes exclusivo para PlayStation Portable.
- Una versión de Supergirl de Lego Minifigure aparece como un personaje jugable en Lego Batman 2: DC Super Heroes, Lego Batman 3: Beyond Gotham, Lego Dimensions, y aparecerá en el paquete de contenido descargable de DC TV Super-Heroes en Lego DC Super-Villains.
- Supergirl hace una aparición en la versión de iOS de Injustice: Gods Among Us como tarjeta de apoyo.
- Supergirl aparece como un personaje jugable en Injustice 2, con la voz de Laura Bailey. En la historia, su cápsula de escape es recuperada por Black Adam después de los eventos del primer juego. Ella es entrenada por Black Adam y Wonder Woman para perfeccionar sus poderes mientras le cuentan historias de su primo, inspirándola a convertirse en Supergirl. Después de que el Régimen y la Insurgencia se aliaron para derrotar a Brainiac (quien fue responsable de la destrucción de Krypton), Kara descubre lo que realmente ha hecho el Régimen en el planeta y está horrorizada por las acciones de su primo. Ella y Batman se infiltran en la nave de Brainiac para detener al tirano, y cuando Batman y Superman discuten entre sí sobre el destino de Brainiac, ella se alía con Batman, creyendo que su primo se está comportando más como el general Zod que Jor-El. Aparece en los dos finales del juego, donde se convertirá en parte de la Liga de la Justicia de Batman para recuperar lo que representaba su primo antes de la muerte de Lois, o será encarcelada por Superman hasta que se convierta en parte de su régimen. En su final de jugador individual, ella trabaja con la Liga de la Justicia para revivir las civilizaciones kryptonianas de Argo City y Kandor.
- PowerGirl es el skin de Supergirl en Injustice 2